# Under the Big Black Sun
Under the Big Black Sun è il terzo album discografico degli X. Anche questo disco, come i precedenti due, è prodotto da Ray Manzarek.

## Tracce
( Exene Cervenka, John Doe)
1. The Hungry Wolf - 3:45
2. Motel Room In My Bed - 2:32
3. Riding With Mary - 3:40
4. Come Back To Me - 3:43
5. Under The Big Black Sun  - 3:23
6. Because I Do - 2:21
7. Blue Spark - 2:06
8. Dancing With Tears In My Eyes - 2:20 (Al Dubin. John Burke)
9. Real Child Of Hell - 2:59
10. How I Learned My Lessons - 2:12
11. The Have Nots - 4:44

Bonus sulla ristampa CD del 2001
1. Riding With Mary (versione Singolo)
2. El Paso (demo) (Marty Robbins)
3. Because I Do (Strumentale)
4. Universal Corner (Live)
5. Breathless (singolo mix) (Otis Blackwell)
6. How I Learned My Lesson (Live)

## Formazione
- Exene Cervenka - voce
- John Doe - basso, voce
- Billy Zoom - chitarra, sassofono
- D.J. Bonebrake - batteria, marimba, percussioni